# 왕수초
왕수초(중국어: 王秀楚)는 만주족이 지배하는 청나라의 명나라 정복을 겪었던 17세기 중국의 중산층 학자이다. 왕의 가장 중요한 업적은 만주족 왕자 도도에 의해 저질러진 악명 높은 양저우 학살에서 살아남은 경험을 자세히 기록한 양주십일기를 저술한 인물이다. 이 기록에서 왕의 대가족 중 다섯 명이 청나라 군대에 의해 살해되었고, 그는 많은 이웃들의 강간과 살해를 목격했다. 이야기의 끝에서 그는 동정심 많은 만주족 장교에 의해 구조되는데, 이 장교는 그의 병사들에게 왕과 살아남은 가족 구성원의 생명을 살려주라고 명령한다.
왕의 기록은 양저우시에서 명나라 총독 스커파의 죽음을 확인하는 데도 사용된다.
왕은 그의 양저우 기록을 통해서만 알려져 있으며, 그와 그의 가족에게 그 이후 무슨 일이 일어났는지는 알려져 있지 않다.

## 내용주
1. ↑  Struve, Lynn A. (1998). 《Voices from the Ming-Qing cataclysm : China in tigers' jaws》. Yale University Press. ISBN 978-0300075533.